# Listă de porifere din România
Fauna poriferilor de apă dulce din România cuprinde 6  specii
| Clasă        | Ordin         | Subordin    | Familie      | Genuri | Specii |
| ------------ | ------------- | ----------- | ------------ | ------ | ------ |
| Demospongiae | Haplosclerida | Spongillina | Spongillidae | 4      | 6      |

## ClasaDemospongiae

### OrdinulHaplosclerida

#### SubordinulSpongillina

##### FamiliaSpongillidae
Ephydatia
1. Ephydatia fluviatilis (Linnaeus 1759)
2. Ephydatia muelleri (Lieberkuhn 1855)

Eunapius
1. Eunapius carteri (Bowerbank 1863)
2. Eunapius fragilis (Leidy 1851)

Spongilla
1. Spongilla lacustris (Linnaeus 1758)

Trochospongilla
1. Trochospongilla horrida Weltner 1893